# Вирасингхе, Хектор
Хектор Вирасингхе (англ. Hector Weerasinghe; род. в 1950 году) — доктор и общественный деятель. Генеральный консул Шри-Ланки в Лос-Анджелесе с 2011 по 2014 год. Член Общества Британского содружества.

## Биография
Хектор Вирасингхе родился в 1950 году в городе Калутара, Шри-Ланка. Получил там начальное и среднее образование.
Высшее образование получил в СССР — в 1979 году стал выпускником медицинского факультета Университета дружбы народов им. Патриса Лумумбы.
Окончил университет с отличием. После окончания учебы вернулся на Шри-Ланку и с 1979 по 1980 году проходил интернатуру в больнице Калутара. С 1980 по 1985 год работал хирургом в больнице Калутара. С 1985 по 1988 год был ведущим специалистом базовой больницы Панадура, а в период с 1988 по 1989 год работал региональным директором медицинского обслуживания в Калатура. С 1989 по 1990 год проходил стажировку в Великобритании. С 1990 года по 1995 год работал главным специалистом по обеспечению скорой помощи в Национальном госпитале Коломбо, Шри-Ланка. Он руководил разработкой руководства плана действий Национальной больницы в условиях возникновения чрезвычайных ситуаций. Этот план использовался также и в других больницах. Он возглавлял команду, работающую с несчастными случаями, в течение десяти лет.
В 1995 году стал заместителем директора Национального госпиталя Коломбо, Шри-Ланка. Он участвовал в создании программ для обучения военнослужащих и полиции Шри-Ланки основам медицинской помощи. В 1999 году стал директором Национального госпиталя Коломбо в Шри-Ланке и работал там вплоть до своего выхода на пенсию в 2011 году.
В 2004 году он был удостоен звания «Самый выдающийся Гражданин года».
С 2011 по 2014 год был генеральным консулом Шри-Ланки в Лос-Анджелесе. В 2015 году ему вручили особую награду за вклад в развитие Национального госпиталя Коломбо.
Хектору Вирасингхе присвоено звание почётного Президента Колледжа медицинских администраторов Шри-Ланки. Он пожизненный член общества взаимопомощи и пожизненный член Медицинской ассоциации Шри-Ланки. Член Общества Дружбы Шри-Ланка — Россия.
Женат.